# تپه زارم
تپه زارم مربوط به دوران‌های تاریخی پس از اسلام است و در شهرستان بروجرد، بخش مرکزی، روستای زارم واقع شده و این اثر در تاریخ ۱۲ بهمن ۱۳۸۱ با شمارهٔ ثبت ۷۱۴۳ به‌عنوان یکی از آثار ملی ایران به ثبت رسیده است.